# Čirůvka tygrovaná
Čirůvka tygrovaná (Tricholoma pardinum (Pers.) Quél.) je vzácná jedovatá stopkovýtrusá houba z čeledi čirůvkovitých (Tricholomataceae), vyznačující se šedočerným, šupinatým kloboukem; fruktifikuje od srpna do listopadu. Jde o kriticky ohrožený druh vápnitých půd.

## Popis

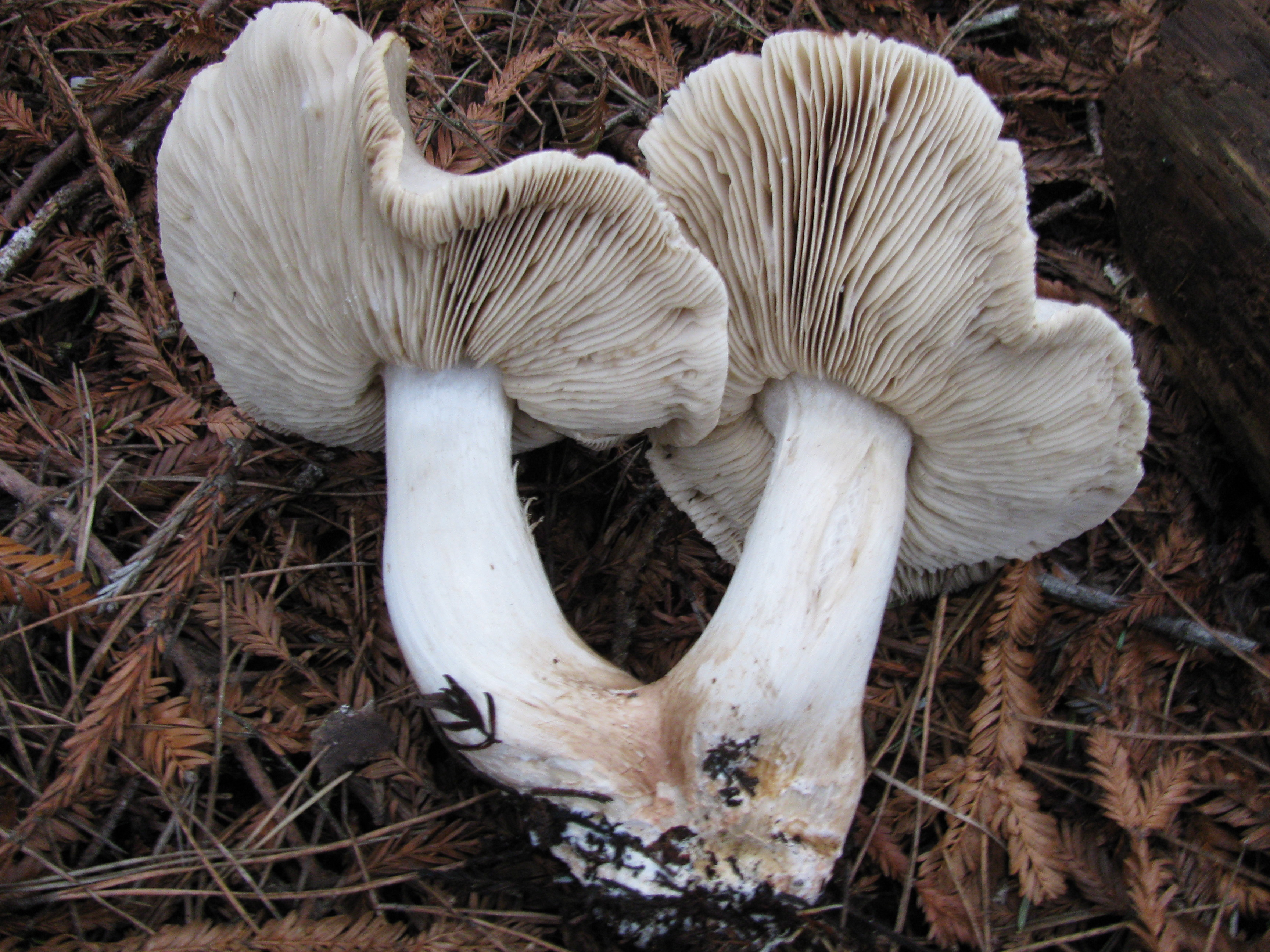
Čirůvka tygrovaná (Tricholoma pardinum). Pohled na hymenofor – lupeny a třeň

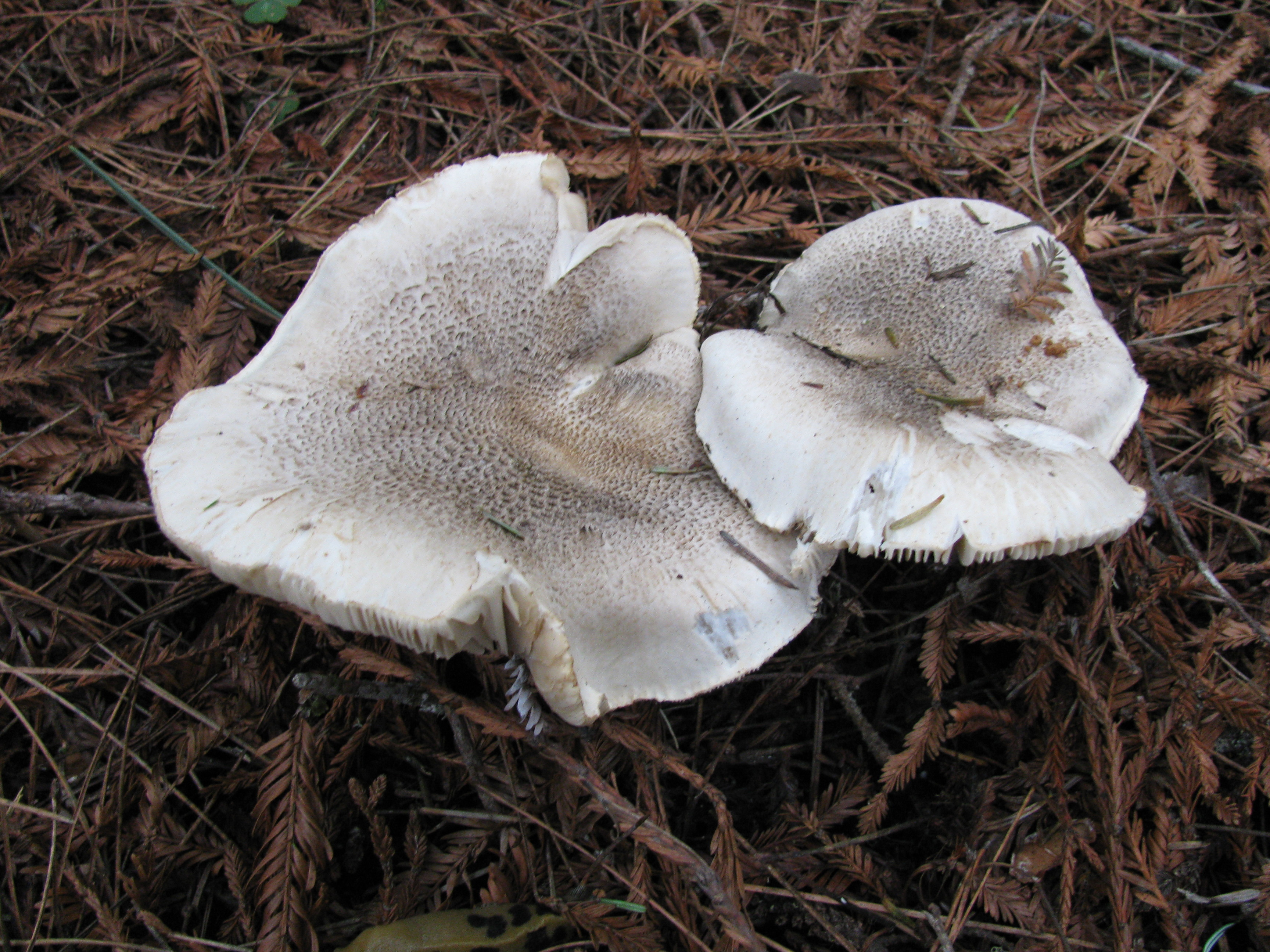
Čirůvka tygrovaná (Tricholoma pardinum)

### Makroskopický
Plodnice je kloboukatá, dosti masitá.
Její klobouk je okrouhlý, v průměru dosahující 5–12 cm, vzhůru oble vypouklý, v mládí až polokulovitý. Svrchu je povrch klobouku špinavě až ocelově šedý až šedočerný, kruhovitě rozpraskaný v nepravidelné šupiny, mezi nimiž je podklad bílý.
Spodní stranu klobouku porůstá hymenofor, jenž je tvořen bělavými lupeny.
Třeň měří 4–10 cm, je silný, na bázi často ztlustlý a otlačením nahnědlý, jinak zbarvený bělavě.
Dužnina je bílá, masitá, moučné vůně i chuti.

### Mikroskopický
Výtrusy, nesené na bazidiích, jsou eliptické, velké 8–10 × 6–7 μm.

## Výskyt
Čirůvka tygrovaná roste velice vzácně v listnatých či jehličnatých lesích, zejména pod bukem nebo jedlí, majíc těchto dřevin za mykorhizní symbionty, a to v teplých[zdroj?] vápencových oblastech. Je zařazena jako kriticky ohrožený druh (CR) do Červeného seznamu hub (makromycetů) České republiky.

## Toxicita
Čirůvka tygrovaná je prudce jedovatá houba, působící po požití silné zvracení a další potíže zažívacího ústrojí. Otrava může výjimečně skončit i smrtí postiženého.

## Podobné druhy
- Řada jedlých i jedovatých druhů čirůvek se rovněž vyznačuje šedým či černým, šupinkatým kloboukem, jsou však zpravidla celkově drobnějšího vzrůstu a jejich šupinky jsou menší. Náleží mezi ně např. čirůvka vláknitá (Tricholoma filamentosum), čirůvka zemní (Tricholoma terreum), čirůvka mýdlová (Tricholoma saponaceum), čirůvka myší (Tricholoma myomyces), čirůvka šupinkatá (Tricholoma squarrulosum), čirůvka růžovolupenná (Tricholoma orirubens) aj.